# Mercedes-Benz W25
O Mercedes-Benz W25 foi um carro de corrida desenvolvido e utilizado pela equipe da Mercedes-Benz durante os anos 1930. Lançado no ano de 1934, teria como principal momento nas corridas o ano sucessivo ao seu lançamento, 1935, quando Rudolf Caracciola, um dos principais pilotos da primeira metade do século XX, conquistou o título do Campeonato Europeu de Automobilismo, competição que se tornaria o embrião da atual Fórmula 1. Uma variação do W25, o W125 ainda resultaria em mais um título de Caracciola, em 1937.
O W25 foi o primeiro veículo construído com investimento governamental, após a Mercedes receber do Governo Alemão um investimento de 250 mil reichsmarks, e, embora o investimento tenha resultado no título de Caracciola, o W25 se tornaria mais conhecido como o veículo que deu início a alcunha Flechas de Prata, que passou a designar os competidores da Mercedes e da Auto Union entre os anos de 1934 e 1939 pela imprensa alemã devido a sua dominância nas competições de automobilismo da época. O apelido posteriormente foi revivido durante os anos de 1954 e 1955 pelo domínio da Mercedes na Fórmula 1, e novamente a partir dos anos 1990, após um hiato de quase 35 anos.
O motivo para a coloração prateada ainda é controverso, mas a versão mais conhecida da história, publicada nas memórias do então chefe da equipe, Alfred Neubauer, e do piloto Manfred von Brauchitsch, é que eles tiveram a ideia de remover a pintura, deixando os veículos apenas nas chapas de alumínio após o Mercedes-Benz W25 ultrapassar em um quilograma os 750 quilogramas permitidos pelos regulamentos das principais competições da época.